# Шервуд-Манор (Коннектикут)
Шервуд-Манор (англ. Sherwood Manor) — переписна місцевість (CDP) в США, в окрузі Гартфорд штату Коннектикут. Населення — 5372 особи (2020).

## Географія
Шервуд-Манор розташований за координатами 42°0′53″ пн. ш. 72°33′58″ зх. д. / 42.01472° пн. ш. 72.56611° зх. д. (42.014731, -72.566040).  За даними Бюро перепису населення США в 2010 році переписна місцевість мала площу 8,14 км², з яких 8,12 км² — суходіл та 0,02 км² — водойми.

## Демографія
Згідно з переписом 2010 року, у переписній місцевості мешкало 5410 осіб у 2199 домогосподарствах у складі 1532 родин. Густота населення становила 665 осіб/км².  Було 2262 помешкання (278/км²).
Расовий склад населення:
| - 93,5 % — білих - 2,1 % — чорних або афроамериканців - 2,0 % — азіатів - 0,1 % — корінних американців |

До двох чи більше рас належало 1,4 %. Частка іспаномовних становила 3,0 % від усіх жителів.
За віковим діапазоном населення розподілялося таким чином: 20,2 % — особи молодші 18 років, 59,2 % — особи у віці 18—64 років, 20,6 % — особи у віці 65 років та старші. Медіана віку мешканця становила 45,4 року. На 100 осіб жіночої статі у переписній місцевості припадало 92,9 чоловіків;  на 100 жінок у віці від 18 років та старших — 88,0 чоловіків також старших 18 років.
Середній дохід на одне домашнє господарство  становив 80 263 долари США (медіана — 73 673), а середній дохід на одну сім'ю — 94 071 долар (медіана — 90 993). Медіана доходів становила 60 972 долари для чоловіків та 52 266 доларів для жінок. За межею бідності перебувало 3,9 % осіб, у тому числі 4,3 % дітей у віці до 18 років та 2,5 % осіб у віці 65 років та старших.
Цивільне працевлаштоване населення становило 2721 особа. Основні галузі зайнятості: освіта, охорона здоров'я та соціальна допомога — 24,3 %, роздрібна торгівля — 16,3 %, виробництво — 13,7 %.